# Bifusella superba
Bifusella superba är en svampart som beskrevs av P.F. Cannon & Minter 1986. Bifusella superba ingår i släktet Bifusella och familjen Rhytismataceae.   Inga underarter finns listade i Catalogue of Life.